# 田中圭一 (ラグビー選手)
田中 圭一（たなか けいいち、1989年10月25日 - ）は、日本の元ラグビー選手。

## プロフィール
- 佐賀県出身。
- 現役時代のポジションはプロップ(PR)。
- 身長: 181 cm[1]、体重: 119 kg
- ニックネームは圭一。
- U20日本代表に選ばれたことがある[2]。

## 略歴
11歳からラグビーを始めた。
2008年、佐賀工業高校卒業後、関東学院大学に入学する。なお佐賀工業高校時代に高校日本代表に選ばれ、第31回高校東西対抗試合に西軍として出場した。
2011年、関東学院大学ラグビー部の主将に就任した。
2012年、関東学院大学卒業後、東芝ブレイブルーパス (現・東芝ブレイブルーパス東京)に加入。
2013年9月7日に行われたジャパンラグビートップリーグ第2節のコカ･コーラウエストレッドスパークス戦に途中出場で公式戦初出場を果たす。
2022年、現役を引退した。